# Valquíria (pel·lícula)
|  | Aquest article tracta sobre la pel·lícula de 2008. Si cerqueu els éssers mitològics, vegeu «Valquíria». |

Valquíria (títol original en anglès: Valkyrie) és una pel·lícula estatunidenca de 2008 dirigida per Bryan Singer. S'ha doblat al català.

## Repartiment
| Intèrpret          | Personatge                       | Veu en català         |
| ------------------ | -------------------------------- | --------------------- |
| Tom Cruise         | Coronel Claus von Stauffenberg   | Jordi Brau            |
| Kenneth Branagh    | General Henning von Tresckow     | José Posada           |
| Bill Nighy         | General Friedrich Olbricht       | Lluís Marco           |
| Tom Wilkinson      | General Friedrich Fromm          | Arseni Corsellas      |
| Carice van Houten  | Nina Von Stauffenberg            | Alba Solà             |
| Thomas Kretschmann | Comandant Otto Ernst Remer       | Carles Di Blasi       |
| Terence Stamp      | Ludwig Beck                      | Joaquim Díaz          |
| Eddie Izzard       | General Erich Fellgiebel         | Xavier Fernández      |
| Kevin McNally      | Dr. Carl Goerdeler               | Jaume Comas           |
| Christian Berkel   | Coronel Mertz von Quirnheim      | Oriol Rafel           |
| Jamie Parker       | Tinent Werner von Haeften        | José Javier Serrano   |
| David Schofield    | Erwin von Witzleben              | Enric Isasi-Isasmendi |
| David Bamber       | Adolf Hitler                     | Carles Sales          |
| Tom Hollander      | Coronel Heinz Brandt             | Toni Mora             |
| Kenneth Cranham    | Mariscal de Camp Wilhelm Keitel  | Emili Freixas         |
| Werner Daehn       | Comandant Ernst John von Freyend | Francesc Figuerola    |
| Harvey Friedman    | Joseph Goebbels                  | Pep Sais              |
| Waldemar Kobus     | Comissari Heinrich von Helldorf  | Ferran Llavina        |
| Ian McNeice        | General                          | Eduard Lluís Muntada  |
| Matthew Burton     | General Adolf Heusinger          | Eduard Elias          |
| Bernard Hill       | General de l'Afrika Korps        | José Antequera        |